# توکیو ۴۹۸

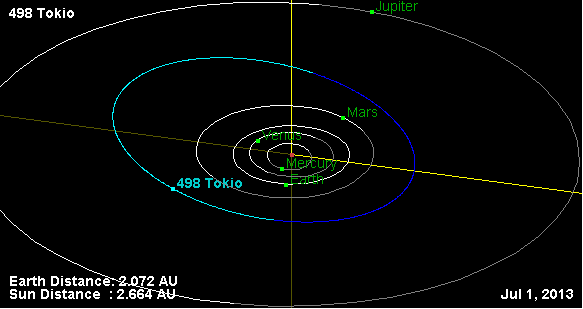
نمایی از محل قرارگیری سیارک توکیو ۴۹۸ در مدار – ۲۰۱۳

سیارک ۴۹۸ (به انگلیسی: 498 Tokio، نامگذاری:1902KU) چهارصد و نود و هشتمین سیارک کشف شده‌است که در ۲ دسامبر ۱۹۰۲ و در نیس کشف شد.
قدر مطلق سیارک برابر ۸٫۹۵ است.